# معجم الرياض للغة العربية المعاصرة
معجم الرياض للغة العربية المعاصرة معجم يختص باللغة العربية المعاصرة صدر عن مجمع الملك سلمان العالمي للغة العربية في تاريخ 12 ربيع الأول 1445هـ - الموافق - 27 سبتمبر 2023م، شاركت في بنائه عدة فرق علمية وفنية متخصصة في الصناعة المعجمية الحديثة، وأُعدّ وفقًا للمعيار العالمي للصناعة المعجمية (ISO 24613) واستنادًا إلى مدونات لغوية تجمع نحو 400 مليون كلمة، جُمعت فيه المواد من المستوى الفصيح المعاصر، ويُحدَّث محتواه باستمرار، ويتألف من نحو 120 ألف مُدخل معجمي، مقرونة بمقابلها في اللغة الإنجليزية، ونحو 145 ألف معنى، و35 ألف مترادف ومتضاد، وقد بني أساسه رقميًا في موقعه الرسمي، وله تطبيق جوّال لنظامَي آي أو إس، وأندرويد، وأداة تُضاف لمتصفحات الإنترنت،.

## رقمنة المعجم
يوظف المعجم تقنية خاصة للتحديث المستمر للمحتوى عن طريق رصد المصطلحات والمفردات المعاصرة المستخدمة، كما توفر منصاته وسائل تمكّن الجمهور من الإسهام في إثراء المعجم على المستويين الدلالي والسياقي، ويمكّن محرّك البحث في المعجم المبرمجين والمطورين من بناء تقنياتهم وتطبيقاتهم وألعابهم باعتماد وتكامل رقمي مع المعجم، مع المحافظة على حداثة المحتوى.

## أهداف المعجم
يستهدف المعجم عموم مُستخدمي اللُّغة العربية من المثقفين والكُتّاب والأدباء والباحثين والطلاب، من أبناء اللُّغة العربية ومن غير أبنائها، ويهدف إلى توفير المادة اللغوية الحديثة، وإهمال القديم الذي هُجِرَ في الاستعمال اللغوي، وإيجاز الشرح والتفسير، والنأي عن الإيجاز المخل، إضافة إلى توظيف إمكانات الحاسوب في سعة التخزين، ودقة التنظيم، وجمال العرض، وبدائل البحث، وتنمية الملكة اللغوية لدى المستخدم، فضلاً عن تطوير تطبيق للمعجم لاستخدامه في أجهزة الجوال.
وحددت أهدافه على خمسة نقاط:
- توفير معجم يضم الألفاظ والتراكيب العربية المعاصرة.
- بناء معجم معياري وفق المنهجيات الحديثة لصناعة المعاجم الرقمية.
- تقديم معجم يخدم أبناء العربية والناطقين بغيرها باختلاف فئاتهم ومستوياتهم.
- الاستفادة من التقنيات الحديثة في إيصال المعجم إلى المستفيدين.
- إتاحة مادة معجمية مقروءة آليا ومدعومة بالتحليلات الصرفية والنحوية والمعجمية والدلالية لنماذج الذكاء الاصطناعي.

## وصلات خارجية
- مجمع الملك سلمان العالمي للغة العربية